# Мамадаков, Амаду Васильевич
Амаду́ Васи́льевич Мамада́ков (род. 26 октября 1976, Ело, Онгудайский район, Горно-Алтайская автономная область, РСФСР, СССР) — российский актёр театра и кино, театральный режиссёр и педагог. Заслуженный артист Республики Алтай, Заслуженный артист Республики Тыва (2009). Почётный деятель искусств города Москвы (2023).  
Получил известность благодаря роли рядового Темдекова в фильме «Звезда» и рядового Вакутагина в сериале «Солдаты».

## Биография
Родился 26 октября 1976 года в селе Ело Онгудайского района Горно-Алтайской автономной области в алтайской семье. В 1997 году окончил Высшее театральное училище имени М. С. Щепкина (курс Владимира Селезнёва). 
Один сезон проработал в Горно-Алтайском драматическом театре. Вернувшись в Москву, поступил на режиссёрский факультет ГИТИСа (курс Андрея Гончарова). 
Преподавал в Алтайской студии Высшего театрального училища имени М. С. Щепкина.
С 2002 года служит в театре «Et cetera». 
Как режиссёр ставит спектакли в других театрах: Горно-Алтайском, театре «Арт-Хаус», ЦДРИ.

## Семья и личная жизнь
В 2004 году Мамадаков женился на актрисе Галине Мукашевой (род. 1980). 4 ноября 2005 года у пары родилась дочь Дея.

## Признание и награды
- Заслуженный артист Республики Тыва    (2009)[1]
- Заслуженный артист Республики Алтай
- Лауреат премии Г. И. Чорос-Гуркина за вклад в развитие культуры Алтая
- Почётный деятель искусств города Москвы (2023) — за большой вклад в развитие культуры и многолетнюю плодотворную работу

## Творчество

### Роли в театре
- 1999 — «Конкурс» А. Галина, режиссёр Александр Галин — Тецудзин Аоки
- 2000 — «Шейлок», режиссёр Роберт Стуруа — Свита принца Марокканского
- 2006 — «Подавлять и возбуждать», режиссёр Александр Калягин — Проповедник
- 2007 — «Пожары», режиссёр Важди Муавад — Симон, Солдат
- 2022 — «Три плюс кот», режиссёр Кирилл Лоскутов — Британец

### Режиссёрские работы в театре
- «Забыть Герострата», театр «Арт Хаус»
- «Королевские игры» Г. Горина в Горно-Алтайском государственном национальном драматическом театре
- «Истребитель класса „Медея“» М. Курочкина в ЦДРИ

### Роли в кино
- 2002 — Звезда — рядовой Темдеков
- 2002 — Раскалённая суббота
- 2002 — Марш Турецкого 3 — Цой
- 2003 — Баязет — парламентёр
- 2003 — Сибирочка — Ахмед
- 2003 — Москва. Центральный округ — Геннадий Банзаров
- 2003 — Таксист — Талгат
- 2003 — Таксистка — китаец
- 2004 — 72 метра — матрос Мукамбетов
- 2004 — 33 квадратных метра — Хусанбай, сослуживец Сергея
- 2004 — Богатство — Кобаяси, японский шпион
- 2004 — Евлампия Романова. Следствие ведёт дилетант 2 — «Китаец»
- 2004 — Звездочёт — Чилиец
- 2004 — Москва. Центральный округ 2 — Геннадий Банзаров
- 2004 — Охотники за иконами — Тэнгиз
- 2004—2005, 2007 — Солдаты 1-4, 12 — рядовой, повар Иван Вакутагин
- 2005 — 9 рота — старший сержант Курбаши Эркенбаев «Медицина»
- 2005 — Взять Тарантину — племянник
- 2006 — Точка — Славик
- 2007 — Монгол — Таргутай
- 2007 — Морская душа — кок Иван Вакутагин
- 2008 — Защита — Югир Кадыр Берсаевич / Мурза Кубаевич Мылтыкбаев
- 2008 — Счастливы вместе (3 сезон) — Иван, чукча
- 2008 — Наследники — чукча
- 2008 — Смальков. Двойной шантаж — Вакутагин
- 2009 — Московский дворик — красноармеец Джамбаев
- 2010 — Гоп-стоп — коллектор
- 2010 — Москва. Центральный округ 3 — капитан Геннадий Банзаров
- 2010 — Основная версия — оперативник Павел (Паштак) Таланов
- 2010 — Парень с Марса — маляр
- 2011 — Защита свидетелей — оперуполномоченный Арат Монгуш
- 2011 — Заяц, жаренный по-берлински — повар Мерген
- 2012 — Кордон следователя Савельева — дворник
- 2012—2013 — Вероника (телесериал), части «Потерянное счастье» и «Беглянка» — Алдар
- 2014 — Форт Росс: В поисках приключений — Мамадаков
- 2015 — Байкальские каникулы — Агван
- 2016 — Партизаны — рядовой Улбамбеков
- 2016 — Следователь Тихонов — Нигматулин, шофёр
- 2016 — Двадцать восемь панфиловцев — красноармеец Аликбай Косаев
- 2016 — София — Ахмат, хан Большой Орды
- 2017 — Служу! — прапорщик Курхамбаев (С 12-й серии Герой России)/ с 13-й серии ст.прапорщик
- 2017 — С пяти до семи
- 2018 — Звёзды — Батыр, бандит, хозяин бизнеса
- 2018 — Остров-2 — молодой пират
- 2018 — Вне игры — Костя
- 2018 — Человек, который удивил всех — врач
- 2019 — Беловодье. Тайна затерянной страны — Акмаль
- 2020 — Сержант — «Китаец»
- 2020—2024 — Зона комфорта 1-3 — Дахсун
- 2021 — Западня — Тугулов («Батый»)
- 2021 — Сергий против нечисти — Махрам
- 2022 — Бультерьер — Рамиль, хозяин собаки
- 2022 — Дикая — Бэргэн, бандит
- 2022 — Киллер — «Малыш»
- 2022 — Сердце Пармы — Князь Танега
- 2023 — Камера Мотор — Якут
- 2023 — Хам Арах  — Якут
- 2023 — Юра дворник  — бандит
- 2023 — Горький 53  — Казан
- 2024 — Бар «МоскваЧики» — монтажник
- 2024 — Курьеры — Павел Иванович